# Jan Marczówka
Jan Marczówka (ur. ok. 1810 na Mazurach, zm. po 1880 w Grabniku) – poeta mazurski.

## Życiorys
Nauczyciel w Starych Juchach w powiecie ełckim. Współpracownik czasopisma Przyjaciel Ludu Łecki, ełcką gazetą, w której drukował własne wiersze religijno-moralizatorski, tłumaczenia oraz artykuły świadczące o dobrym opanowaniu języka polskiego.
Opublikował m.in. Herdera. Później w wierszu Względna rada opowiedział się za celowością nauki języka niemieckiego co wywołało polemikę z Gustawem Gizewiuszem. W tamtym okresie był zastępcą Związku Nauczycielstwa na powiat ełcki i skutecznie szerzył niemczyznę wśród Mazurów.  W latach 60 XIX wieku jako rektor szkoły w Grabinku  publikował w Gazecie Leckiej  pisane w języku polskim utwory w duchu pruskiego patriotyzmu.